# Fuera de ambiente
Fuera de ambiente es un disco de Jaime Roos editado en 2006, dedicado a Catalina Alejandro, su madre. A raíz de un acuerdo entre Roos y la empresa estatal uruguaya de combustibles Ancap, el CD se puso a la venta en las estaciones de servicio propiedad de aquella. El disco fue lanzado en Uruguay y Argentina en 2006 y finalmente en España en 2007.
Según cuenta el propio Jaime Roos en el librillo que acompaña el CD, las letras de las canciones de este disco fueron terminadas de escribir a mediados de 2005, a excepción de "De la canilla" (escrita por Raúl Castro en 1999) y "Por la mirada", escrita en febrero de 2006.
Las músicas tienen diferentes orígenes. "Te quería decir" formó parte de la banda de sonido de la película El viaje hacia el mar (2003), "Sólo contigo" de un comercial exhibido en 1997, "Catalina" fue desarrollada a partir de unas líneas de la canción "Sí señor" (del disco Para espantar el sueño, 1978), "De la canilla" fue escrita para el disco Cuando el río suena (de Adriana Varela, 1999, en el que Roos fue productor), La música de "Postales para Mario" es la misma que la de Pasión celeste (compuesta en 2002 en homenaje a la selección uruguaya). Las otras cinco músicas fueron compuestas por Jaime en su casa de La Floresta.
El grupo que grabó el disco estuvo formado por: Jaime Roos (voz, coros, guitarras, bajo); Nicolás Ibarburu (guitarras); Gustavo Montemurro (piano, sintetizador, acordeón); Hugo Fattoruso (piano, sintetizador, acordeón); Martín Ibarburu (batería); Walter "Nego" Haedo (congas, tambores, hi-hat, percusión); Freddy Bessio, Emiliano Muñoz, Pedro Takorián, Ney Peraza y Álvaro Fontes (coros).

## Lista de canciones
1. Postales para Mario
2. Catalina
3. Por la mirada
4. Solo contigo
5. Por amor al arte
6. De la canilla (letra de Raúl "Flaco" Castro)
7. Te quería decir
8. Tema del hombre solo
9. Esquela
10. Vida número dos

- Datos: Q5870420